# 大西維茨科耶湖
58°44′52″N 28°40′04″E / 58.7477225°N 28.6677075°E
大西維茨科耶湖（俄语：Большое Сивицкое озеро），是俄羅斯的湖泊，位於該國西北部，由普斯科夫州負責管轄，處於普柳薩區，面積0.03平方公里，海拔高度70.6米，集水區面積1.4平方公里，平均水深1.2米，最大水深2.6米。